# Dominic Leveillé
Pour les articles homonymes, voir Leveillé.
Dominic Léveillé (né le 24 septembre 1981 à Saint-Jérôme, dans la province de Québec au Canada) est un joueur professionnel canadien de hockey sur glace.

## Carrière de joueur
Après quelques saisons dans les ligues semi-professionnelles du Québec, il réussit à se tailler un poste pour une dizaine de parties avec les Blazers d'Oklahoma City lors de la saison 2003-2004. Il retourna une autre saison dans le semi-pro, avant de faire un retour en force dans la Ligue centrale de hockey en 2005-2006. Cette année-là, il fut nommé dans l'équipe d'étoiles des recrues de la ligue.
La saison suivante, il joua quelques parties dans la Ligue Magnus en France, mais aussi pour le Radio X de Québec de la Ligue nord-américaine de hockey et le Pol-Vin de Saguenay de la Ligue centrale de hockey (LCH-AAA).
Il est ensuite de retour dans la Ligue centrale de hockey, alors qu'il passe quatre saisons avec les Jackalopes d'Odessa.
À l'été 2011, il prend la direction du Danemark, alors qu'il signe un contrat avec le White Hawks de Frederikshavn IK de l'AL-Bank ligaen.
Le 15 septembre 2012, il signe un contrat avec les Marquis de Jonquière de la Ligue nord-américaine de hockey.

## Statistiques
| Saison    | Équipe                          | Ligue                                   |    | Saison régulière | Saison régulière | Saison régulière | Saison régulière | Saison régulière |    | Séries éliminatoires | Séries éliminatoires | Séries éliminatoires | Séries éliminatoires | Séries éliminatoires |
| Saison    | Équipe                          | Ligue                                   | PJ | B                | A                | Pts              | Pun              | PJ               | B  | A                    | Pts                  | Pun                  |                      |                      |
| 2001-2002 | Panthères de Saint-Jérôme       | LHJAAAQ                                 | 53 | 73               | 107              | 180              | 72               | 7                | 5  | 8                    | 13                   | 14                   |                      |                      |
| 2002-2003 | Rafales de Cap-Chat             | LHSEQ[Quoi ?]                           | 21 | 16               | 51               | 67               | 38               |                  |    |                      |                      |                      |                      |                      |
| 2003-2004 | Royaux de Sorel                 | LHSMQ                                   | 3  | 1                | 2                | 3                | 0                | -                | -  | -                    | -                    | -                    |                      |                      |
| 2003-2004 | Blazers d'Oklahoma City         | LCH                                     | 11 | 2                | 1                | 3                | 2                | -                | -  | -                    | -                    | -                    |                      |                      |
| 2003-2004 | Rafales de Cap-Chat             | LHSEQ                                   | 21 | 16               | 51               | 67               | 38               | -                | -  | -                    | -                    | -                    |                      |                      |
| 2004-2005 | Rafales de Cap-Chat             | LHSEQ                                   | 34 | 34               | 60               | 94               | -                | -                | -  | -                    | -                    |                      |                      |                      |
| 2005-2006 | Jackalopes d'Odessa             | LCH                                     | 64 | 26               | 55               | 81               | 72               | 11               | 3  | 5                    | 8                    | 10                   |                      |                      |
| 2006-2007 | Dragons de Rouen                | Ligue Magnus                            | 10 | 3                | 3                | 6                | 16               | -                | -  | -                    | -                    | -                    |                      |                      |
| 2006-2007 | Radio X de Québec               | LNAH                                    | 2  | 2                | 2                | 4                | 0                | 3                | 1  | 0                    | 1                    | 0                    |                      |                      |
| 2006-2007 | Pol-Vin de Saguenay             | LCH-AAA[Quoi ?]                         | 17 | 8                | 12               | 20               | 10               | 11               | 4  | 13                   | 17                   | 4                    |                      |                      |
| 2007-2008 | Jackalopes d'Odessa             | LCH                                     | 61 | 32               | 49               | 81               | 81               | 7                | 3  | 2                    | 5                    | 14                   |                      |                      |
| 2008-2009 | Jackalopes d'Odessa             | LCH                                     | 59 | 26               | 44               | 80               | 86               | 13               | 6  | 6                    | 12                   | 16                   |                      |                      |
| 2009-2010 | Jackalopes d'Odessa             | LCH                                     | 61 | 23               | 53               | 76               | 68               | 13               | 2  | 12                   | 14                   | 2                    |                      |                      |
| 2010-2011 | Jackalopes d'Odessa             | LCH                                     | 38 | 15               | 27               | 42               | 38               | 7                | 0  | 1                    | 1                    | 10                   |                      |                      |
| 2011-2012 | White Hawks de Frederikshavn IK | AL-Bank ligaen                          | 40 | 17               | 26               | 43               | 61               | 4                | 0  | 1                    | 1                    | 30                   |                      |                      |
| 2012-2013 | Marquis de Jonquière            | LNAH                                    | 40 | 15               | 35               | 50               | 20               | 11               | 6  | 9                    | 15                   | 6                    |                      |                      |
| 2013-2014 | Marquis de Jonquière            | LNAH                                    | 40 | 22               | 43               | 65               | 32               | 17               | 13 | 16                   | 29                   | 10                   |                      |                      |
| 2014-2015 | Marquis de Jonquière            | LNAH                                    | 20 | 14               | 22               | 36               | 32               | 8                | 5  | 10                   | 15                   | 6                    |                      |                      |
| 2015-2016 | Éperviers de Sorel-Tracy        | LNAH                                    | 40 | 17               | 26               | 43               | 8                | 20               | 3  | 11                   | 14                   | 14                   |                      |                      |
| 2016-2017 | Prédateurs de Laval             | LNAH                                    | 39 | 7                | 38               | 45               | 23               | 5                | 0  | 2                    | 2                    | 4                    |                      |                      |
| 2017-2018 | 3L de Rivière-du-Loup           | LNAH                                    | 33 | 9                | 16               | 25               | 22               | 4                | 2  | 3                    | 5                    | 2                    |                      |                      |
| 2018-2019 | Cornwall Senior Prowlers        | Ligue de Hockey Senior A de l'Outaouais | 10 | 7                | 19               | 26               | 4                | 5                | 0  | 4                    | 4                    | 6                    |                      |                      |
| 2018-2019 | Pétroliers du Nord              | LNAH                                    | 7  | 0                | 3                | 3                | 4                | -                | -  | -                    | -                    | -                    |                      |                      |
| 2019-2020 | Mont-Laurier Montagnards        | Ligue de Hockey Senior A de l'Outaouais | 16 | 12               | 16               | 28               | 4                | 3                | 2  | 6                    | 8                    | 4                    |                      |                      |
| 2019-2020 | Nicolet Condors                 | Ligue de Hockey Sénior AAA du Québec    | 17 | 7                | 13               | 20               | 2                | 4                | 0  | 3                    | 3                    | 0                    |                      |                      |

## Trophées et honneurs personnels
- Ligue nord-américaine de hockey
  - 2012-2013 : remporte la Coupe Canam avec les Marquis de Jonquière.
  - 2013-2014 : remporte la Coupe Canam avec les Marquis de Jonquière.
  - 2013-2014 : Meilleur passeur avec 43.
  - 2013-2014 : Meilleur pointeur avec 65.

- Ligue centrale de hockey
  - 2006 : nommé dans l'équipe d'étoiles des recrues
  - 2006, 2008, 2009 : participe au Match des étoiles

- Ligue de hockey junior AAA du Québec
  - 2001-2002 : Meilleur passeur avec 107.
  - 2001-2002 : Meilleur buteur avec 73.
  - 2001-2002 : Meilleur pointeur avec 180.